# Altingen
Altingen is een plaats in de Duitse gemeente Ammerbuch, deelstaat Baden-Württemberg, en telt 2587 inwoners (2007).